# 傑克·希金斯
傑克·希金斯（1929年7月27日—2022年4月9日），筆名，本名Harry Patterson，英國當代著名大眾文學小說家，擅長寫驚悚小說，廣受市場閱眾歡迎；1975年著作並改編成同名電影《猛鷹突擊兵團》（The Eagle Has Landed）是成名作。

## 出身
- 幼時父母離異，隨母親搬家到北愛爾蘭首府貝爾法斯特，社會動盪不安是他中學時生活寫照。
- 里茲完成高中課業，成績平常。
- 成年後加入英國陸軍，在第二次世界大戰後任職於英國皇家兵團，派至德國服兵役兩年。
- 服完兵役後，返回英國在倫敦大學社會學系學生。
- 畢業後當教師，1959年起課後閒暇之餘寫小說並發表出版；直到《猛鷹突擊兵團》倍受英國強悍民族性歡迎；從此放棄教職，專注寫小說。
- 平均以一年寫1～2本速度創作小說。